# Herodež (knjiga)
Herodež (1944) je zadnja Plestenjakova izdana povest. V povesti je očitna tema alkoholizem in prikaz propada pri alkoholikih. Odločilo vlogo ima tudi kriva prisega dana s strani Tonetovih prednikov, ki zahteva kazen. Prikazan je nesrečen zakon zaradi starejšega moža (40) in veliko mlajše žene (20), ki trpi tudi zaradi moževe ljubosumnosti, nasilnega vedenja, popivanja, posledično tudi revščine.
Naslov Herodež je motivno povezan s Herodom, zgodovinsko osebnostjo, ki je poznana po svoji okrutni naravi.

## Ideja in motivi
Gre za prikaz posledic alkoholizma in krive prisege. Tone Konškar se zapije in svojo nekdaj bogato kmetijo pripelje do propada. Kot berač znori in s tem plača kazen za krivo prisego. Žena Neža ves čas trpi v nesrečnem zakonu. Na koncu podeduje očetov grunt, njen rod bo nadaljeval mali Sergej, ki ima srečo zagotovljeno zaradi očetove smrti. 

## Vsebina
Mladi Konškar (40) se je poročil z Adamovčevo Nežo (20). Vražar jima je na poroki prerokoval »pikovo damo in križevega kralja … nesrečo za petami, to pove tudi srčni fant«, prerokba je kasneje mladoporočenca ves čas preganjala. Že v prvih skupnih dneh življenja je Neža opazila, da Tone rad pije, saj je smrdel po žganju, oči pa je imel krvave in brez izraza. Na kolinah, ki so bile tisto zimo prve v vasi, saj je bil Konškar eden izmed najbogatejših kmetov, so ji vaški fantje ukradli klobase, za kar jo je Tone prvič pretepel, čeprav je bila noseča. Od pretepa dalje je na Nežo ves čas pazila stara Konškarica, ki je vedela kako hitre jeze je Konškar in kako nasilen je lahko. Neža je z velikimi mukami rodila sina Tončka. Pozimi je stara Konškarica umrla, Tone pa je vedno več pil in bil do Neže nasilen, zato je neke noči z otrokom pobegnila nazaj k staršem.Starši so jo sprejeli in si očitali, ker so jo silili v poroko s toliko starejšim moškim.
Naslednji dan se  je Tone odpravil v Loko, kjer se je vdajal alkoholu in igram na srečo. Zaigral je veliko denarja, zaradi česar je moral prodati del gozda. Tone je moral zaradi neprestanega popivanja prodajati dele domačije. Konškarija je propadala in samevala odkar na njej ni bilo več Neže. Ob godu Sv. Mohorja sta se Vodnik in Rožnik dogovorila s Konškarjem, da bosta prepričala Nežo, naj se vrne, če jima obljubi, da se bo poboljšal. Tone je pričel ponovno upati in začel za Nežo in otroka popravljati domačijo.
Neža je šla h Konškarju v poročni obleki, Adamovc ji je kot doto dal nekaj denarja in kravo. Hiša je bila v zelo slabem stanju, polja so bila neobdelana. Neža mu je posodila denar za seme, a ga je Konškar zapil. Neža se je cele dneve mučila, da bi domačijo obnovila, Tone pa je še vedno popival. Adamovc je želel hčerki pomagati, zato je plačal Malandeža, da je prekril Konškarjevo streho. Tone ne pomaga, saj se mu zdi da je vse samo miloščina. Tonček se je Malandežu prikupil, le-ta pa mu je dal nekaj denarja, ker ga je Tonček spominjal na svojega sina. Tonček se je odločil, da si bo kupil hlače, ki mu jih je mama obljubljala, da jih dobi, ko bodo prekrili streho. Tone Malandežu ni privoščil niti češnjevca niti suhe krače, ki ju je poslal Adamovc za likof. Znese se je nad Nežo, ki je omedlela. Zdelo se mu je, da mu vsi oporekajo miloščino. Tone je šel v vas pit, ko so naslednji dan vozači pripeljejo opeko, mu delo ni dišalo. Ko so vozači odšli, je pretepel Nežo, ji strgal obleko. V dolino je spustil sosedove vozove polne opeke, saj so zanj samo miloščina. Nežo je reši Gontarski Tone, Konškarja pa je privezal kot pri vojakih. Neža se je že drugič vrnila nazaj k staršem.
Ljudje so začeli govoriti, da je Tone nekje na koroškem. Zaradi lakote se je Neža s Tončkom vrnila ne Konškarjev grunt, kjer je delala dneve in noči. Oče ji je za hlapca pripeljal tujca Sergeja, ki je prav tako delaven. Čez čas sta se Neža in Sergej zbližata, Neža je tudi zanosil. V poletni nevihti je Sergeja ubilo podrto drevo, kmalu za tem pa se je vrnil tudi Tone. Neža se je tretjič in zadnjič vrnila nazaj k staršem.
Na Adamovčevi kmetiji so po smrti staršev gospodarili Neža, Tonček in mali Sergej. Tone je postal zmešan berač, njegovo domačijo pa je na dražbi kupil notar.